# Jeanne Matthey
Pour les articles homonymes, voir Matthey.
Jeanne Marie Matthey-Jonais est une joueuse de tennis française née le 25 janvier 1886 à Alexandrie en Égypte et morte le 24 novembre 1980 à Paris.

## Biographie
Jeanne Matthey est née d'un père suisse et d'une mère française. Durant sa jeunesse, elle s'adonne au tennis avec sa sœur Cécile, tandis que ses frères pratiquent le football.
Membre du Racing Club, elle remporte le championnat de France quatre fois consécutivement en simple et double dames avec Daisy Speranza, de 1909 à 1912, puis est battue en finale en 1913 par Marguerite Broquedis. En octobre de la même année, elle prend sa revanche sur cette dernière lors du championnat de Paris. Jeanne Matthey est l'une des rares joueuses à avoir battu Suzanne Lenglen en compétition. C'était au tournoi de Chantilly en juillet 1913.
Infirmière de la Croix-Rouge pendant la première Guerre mondiale, elle est gravement blessée au bras et doit abandonner la compétition après le conflit. Elle fait partie de la Résistance pendant la deuxième Guerre mondiale où elle est chargée de la transmission des courriers au sein d'un réseau. Arrêtée et torturée par la Gestapo de la rue de la Pompe, elle est déportée en Allemagne au camp de Ravensbrück par le convoi des 57000. Elle est libérée à Prague en mai 1945.
Elle est nommée chevalier de la Légion d'Honneur en 1952, officier en 1958 puis commandeur en 1962.
Native d'Alexandrie en Égypte, Jeanne Matthey s'éteint le 24 novembre 1980 au sein de l'hôpital La Rochefoucauld à Paris. Elle résidait boulevard Malesherbes dans le 8e arrondissement.

## Palmarès (partiel)

### Titres en simple dames
| No | Date | Nom et lieu du tournoi          | Catégorie | Surface      | Finaliste              | Score         |          |
| -- | ---- | ------------------------------- | --------- | ------------ | ---------------------- | ------------- | -------- |
| 1  | 1909 | Championnat de France, Bordeaux |           | Terre (ext.) | Abeille Villard-Gallay | 10-8, 6-4     | Parcours |
| 2  | 1910 | Championnat de France, Paris    |           | Terre (ext.) | Germaine Golding       | 1-6, 6-1, 9-7 | Parcours |
| 3  | 1911 | Championnat de France, Paris    |           | Terre (ext.) | Marguerite Broquedis   | 6-2, 7-5      | Parcours |
| 4  | 1912 | Championnat de France, Paris    |           | Terre (ext.) | Marie Danet            | 6-2, 7-5      | Parcours |

### Finale en simple dames
| No | Date | Nom et lieu du tournoi       | Catégorie | Surface      | Vainqueure           | Score    |          |
| -- | ---- | ---------------------------- | --------- | ------------ | -------------------- | -------- | -------- |
| 1  | 1913 | Championnat de France, Paris |           | Terre (ext.) | Marguerite Broquedis | 6-3, 6-3 | Parcours |

### Titres en double dames
| No | Date | Nom et lieu du tournoi         | Catégorie | Surface      | Partenaire     | Finalistes | Score |          |
| -- | ---- | ------------------------------ | --------- | ------------ | -------------- | ---------- | ----- | -------- |
| 1  | 1909 | Championnat de France Bordeaux |           | Terre (ext.) | Daisy Speranza | NC         | NC    | Parcours |
| 2  | 1910 | Championnat de France Paris    |           | Terre (ext.) | Daisy Speranza | NC         | NC    | Parcours |
| 3  | 1911 | Championnat de France Paris    |           | Terre (ext.) | Daisy Speranza | NC         | NC    | Parcours |
| 4  | 1912 | Championnat de France Paris    |           | Terre (ext.) | Daisy Speranza | NC         | NC    | Parcours |

### Titre en double mixte
| No | Date | Nom et lieu du tournoi         | Catégorie | Surface      | Partenaire  | Finalistes | Score |          |
| -- | ---- | ------------------------------ | --------- | ------------ | ----------- | ---------- | ----- | -------- |
| 1  | 1909 | Championnat de France Bordeaux |           | Terre (ext.) | Max Decugis | NC         | NC    | Parcours |

## Décoration
Commandeur de la Légion d'honneur (1962) ; chevalier en 1952, officier en 1958.